# 湖南医药学院
湖南医药学院（英語：HuaiHua Medical College）位于湖南省怀化市，是湖南省一所高等本科大学，2014年升本成功。

## 历史
1924年，“仁术护病学校”建立，它是“怀化医学高等专科学校”的前身。

## 学校系部
怀化医学高等专科学校一共有5个系，3个部，11个专业。

### 系
临床医学系、护理系、药学系、医学检验系、针灸推拿美容系

### 部
基础医学部、公共课部、成教部

### 专业
临床医学、针灸推拿、护理、助产、医学检验技术、医学影像技术、医药营销、口腔医学、医疗美容技术、卫生检验与检疫技术、药学

## 下属机构
湖南医药学院拥有一所直属型附属医院：怀化市第三人民医院，五所非直属型附属医院：附属娄底市第一人民医院、附属怀化市第一人民医院、附属怀化市第二人民医院、附属怀化市中医院。

## 学校文化

### 校训
自强不息 ，止於至善

### 校风
和谐发展，追求卓越

### 教风
修德，精业，启智，崇新

### 学风
博学，善问，慎思，笃行

## 荣誉
怀化医学高等专科学校曾先后获得“全国卫生系统先进单位”、 “全国五四红旗团委”、“湖南省文明单位” “湖南省文明高等学校”、“湖南省普通高校毕业生就业工作先进单位”、“怀化市文明红旗单位”、 “怀化市党建目标管理先进单位”的荣誉称号。

## 脚注
1. ↑  自强不息出自《易经》：天行健，君子以自强不息。
2. ↑  止於至善出自《礼记·大学》：“大学之道，在明明德，在亲民，在止于至善。”